# Maja Keuc
Maja Keuc (née le 16 janvier 1992), est une chanteuse slovène. Elle représente la Slovénie au Concours Eurovision de la chanson 2011.

## Biographie
Après des études de danse et de chant, elle entre au théâtre de sa ville où elle fait du chant, de la danse et du théâtre.
Maja joue ensuite des rôles dans les comédies musicales We will rock you et Feel the beat qui effectuent une tournée en Slovénie, Croatie et Italie. Elle fait ensuite partie du groupe rock Hrošči pendant trois ans. Elle s'est aussi intéressée au jazz et au blues.
En 2009, elle participe à Slovenija ima talent, l'équivalent slovène de La France a un Incroyable Talent, et gagne la 2e place.
En 2011, elle participe au Concours Eurovision de la chanson 2011, elle est qualifiée pour la finale, ce qu'aucun autre candidat slovène n'avait été depuis 2007, et termine treizième.
Maja Keuc est la coprésentatrice de l'émission Misija Evrovizija, qui a pour but de choisir parmi la population un nouveau candidat pour l'Eurovision 2012.